# Pitcairnia capitata
Pitcairnia capitata är en gräsväxtart som beskrevs av Lyman Bradford Smith. Pitcairnia capitata ingår i släktet Pitcairnia och familjen Bromeliaceae. Inga underarter finns listade i Catalogue of Life.